# Andre Tippett
Andre Bernard Tippett (* 27. Dezember 1959 in Birmingham, Alabama) ist ein ehemaliger US-amerikanischer Footballspieler. Er spielte von 1982 bis 1993 auf der Position des Linebackers bei den New England Patriots innerhalb der National Football League (NFL). Noch heute arbeitet er bei den Patriots. 2008 wurde er in die Pro Football Hall of Fame aufgenommen.

## Karriere
Tippett besuchte die University of Iowa, wo er sehr erfolgreich College Football als Linebacker spielte. Beim NFL Draft 1982 wurde er in der zweiten Runde an 41. Stelle insgesamt von den New England Patriots ausgewählt. Dort spielte er weiterhin sehr erfolgreich, er wurde zu insgesamt fünf Pro Bowls gewählt (1984, 1985, 1986, 1987, 1988) und wurde fünfmal zum All-Pro gekürt (1984, 1985, 1986, 1987, 1988), wurde ins NFL 1980s All-Decade Team gewählt und wurde einmal Spieler des Jahres. Andre Tippett ist momentan in drei Ruhmeshallen, in der patriotseigenen, in die er 1999 aufgenommen wurde, in der Pro Football Hall of Fame und in der Ruhmeshalle seiner Universität, die ihn 2007 aufgenommen hat.